# Lobulogobius
Lobulogobius is een geslacht van straalvinnige vissen uit de familie van grondels (Gobiidae).

## Soorten
- Lobulogobius bentuviai Goren], 1984
- Lobulogobius morrigu Larson, 1983
- Lobulogobius omanensis Koumans, 1944